# Spójnia Stargard (piłka siatkowa kobiet)

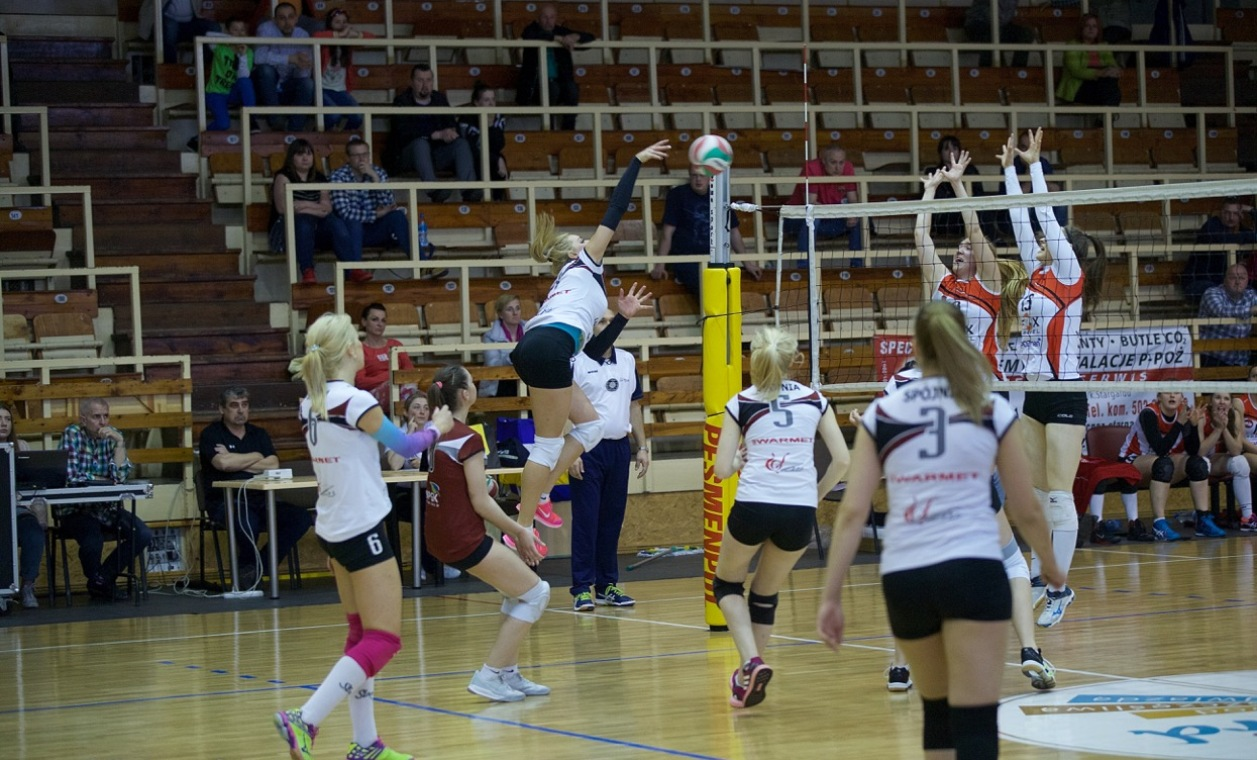
Spójnia Stargard

KS Spójnia Stargard  – polski klub z sekcją siatkówka kobiet z siedzibą w Stargardzie, założona w 2015, od 2016 w II lidze piłki siatkowej kobiet, w 2020 awansował do I ligi, ostatecznie wycofał się z rozgrywek ligowych.

## Historia
W Klubie Sportowym Spójnia Stargard funkcjonowała sekcja koszykówki mężczyzn od 1949 do 2018. Spójnia Stargard z sekcją piłka siatkowa kobiet powołana została do życia 27 października 2015 roku decyzją członków Klubu Sportowego Spójnia. Prezes Spójni Tadeusz Gutowski był zwolennikiem poszerzenia klubu o sekcję siatkówki kobiet. Ostatecznie klub przejął sekcję siatkówki kobiet od Ludowego Uczniowskiego Klubu Sportowego Piątka, który działa przy Zespole Szkół nr 5 im. Tadeusza Tańskiego w Stargardzie. Został założony w Stargardzie 2005 roku przez nauczycieli wychowania fizycznego Zespołu Szkół nr 5 w Stargardzie, sympatyków i trenerów siatkówki w mieście, siatkarki Piątki rywalizowały w III lidze. LUKS Piątka otrzymywał dotację z miasta, którą w nowej rzeczywistości na szkolenie siatkarek otrzymała KS Spójnia.

### Rozgrywki w III i II lidze (2015/2018)
W 2015 drużyna siatkarek już pod szyldem Spójni 21 listopada 2015 roku w meczu z SMS Police zainaugurowała I sezon w III lidze kobiet. W sezonie 2016/2017 zespół grał w II lidze piłki siatkowej kobiet, w rundzie zasadniczej Spójnia zajęła 4 miejsce w grupie 1, siatkarki odniosły 7 zwycięstw i poniosły 11 porażek. W serii play-off Spójnia w półfinale zagrała o trzecią lokatę z SKF Politechniką Poznańską, wygrywając u siebie 3:0, w rewanżu przegrywając 0:3, małymi punktami.

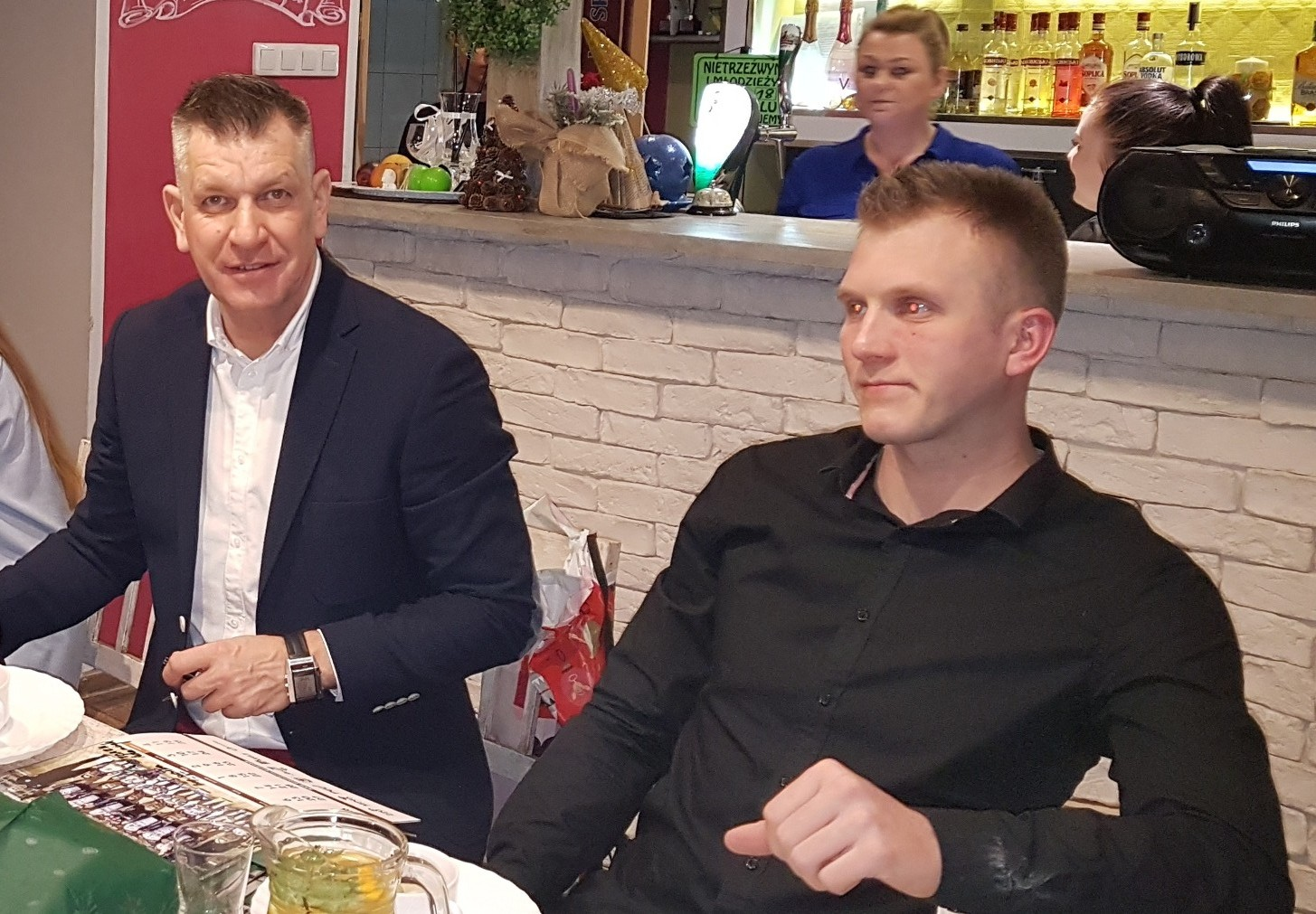
Trenerzy:A. Król, T. Adamczyk

W 2017 w okresie przygotowawczym do sezonu rozgrywkowego 2017/18 siatkarki Spójni Stargard przygotowywały się m.in. z mistrzyniami Polski Chemikiem Police. Zgodnie z decyzją PZPS powrócono do starego systemu gry, gdzie 42 zespoły rywalizować będą w czterech grupach II ligi kobiet. W grupie 1 Spójnia rywalizowała z zespołami: UKŻPS „COCCODRILLO” Kościan, E.Leclerc Orzeł Elbląg, UKS ZSMS Poznań, TPS Czarni Słupsk, WTS KDBS Bank Włocławek, KS Murowana Goślina, APS Rumia, Enea PTPS II Piła, SMS Police.

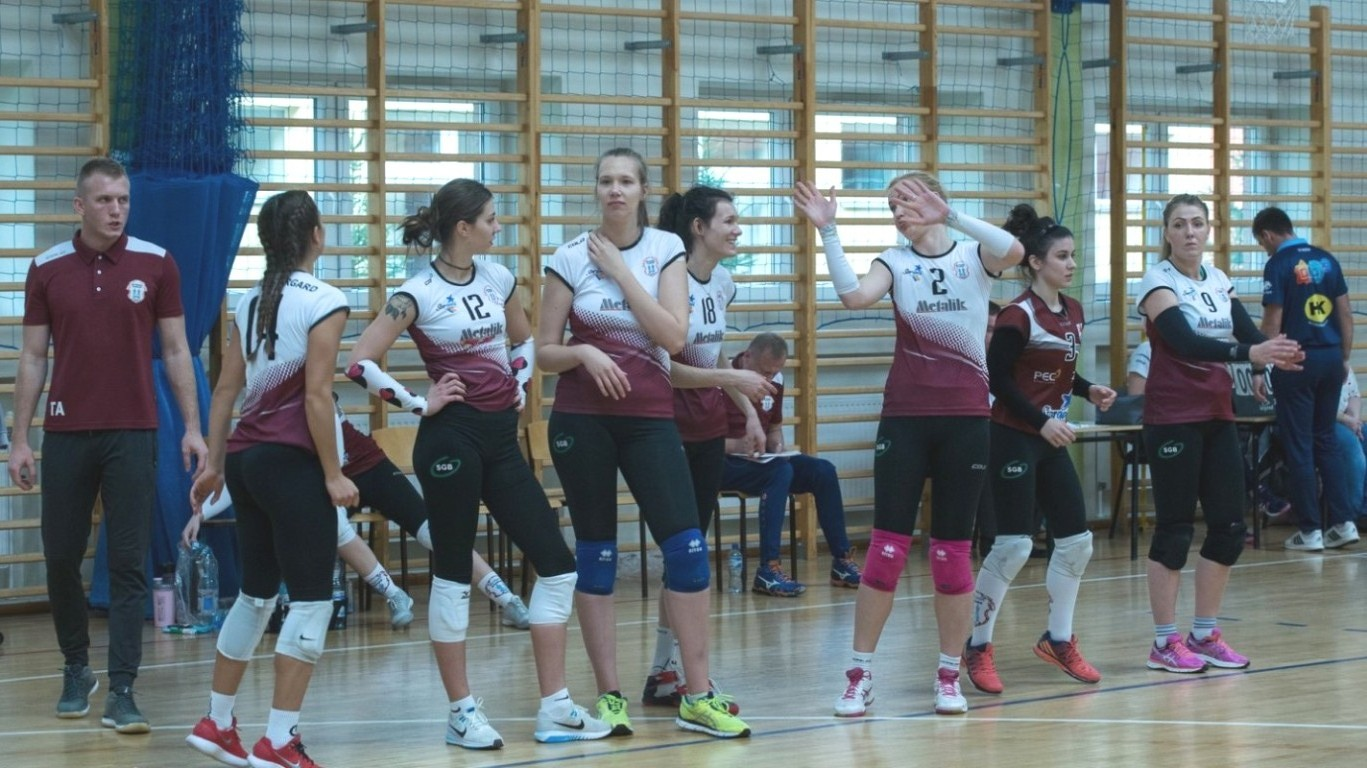
Spójnia Stargard

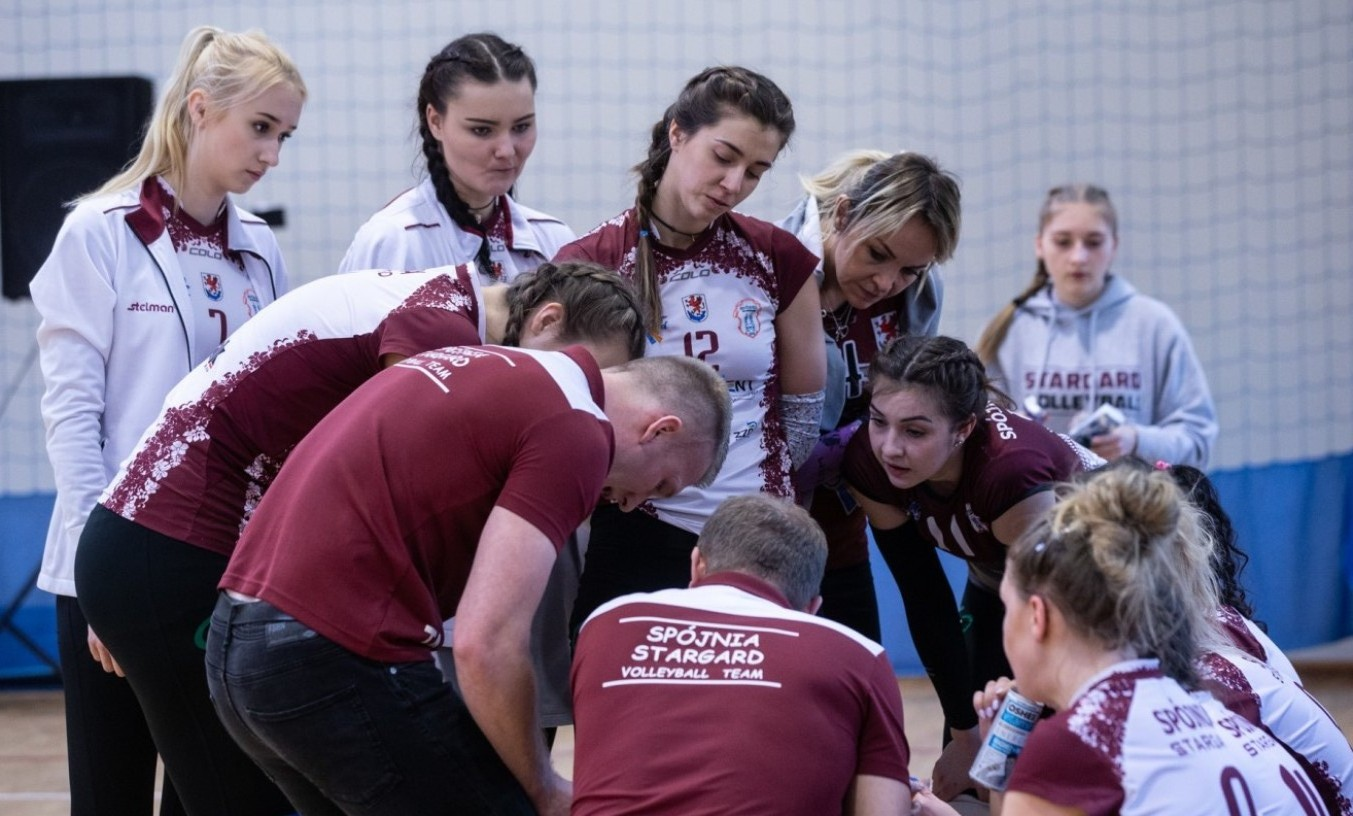
Spójnia-Gedania (17.02.2019)

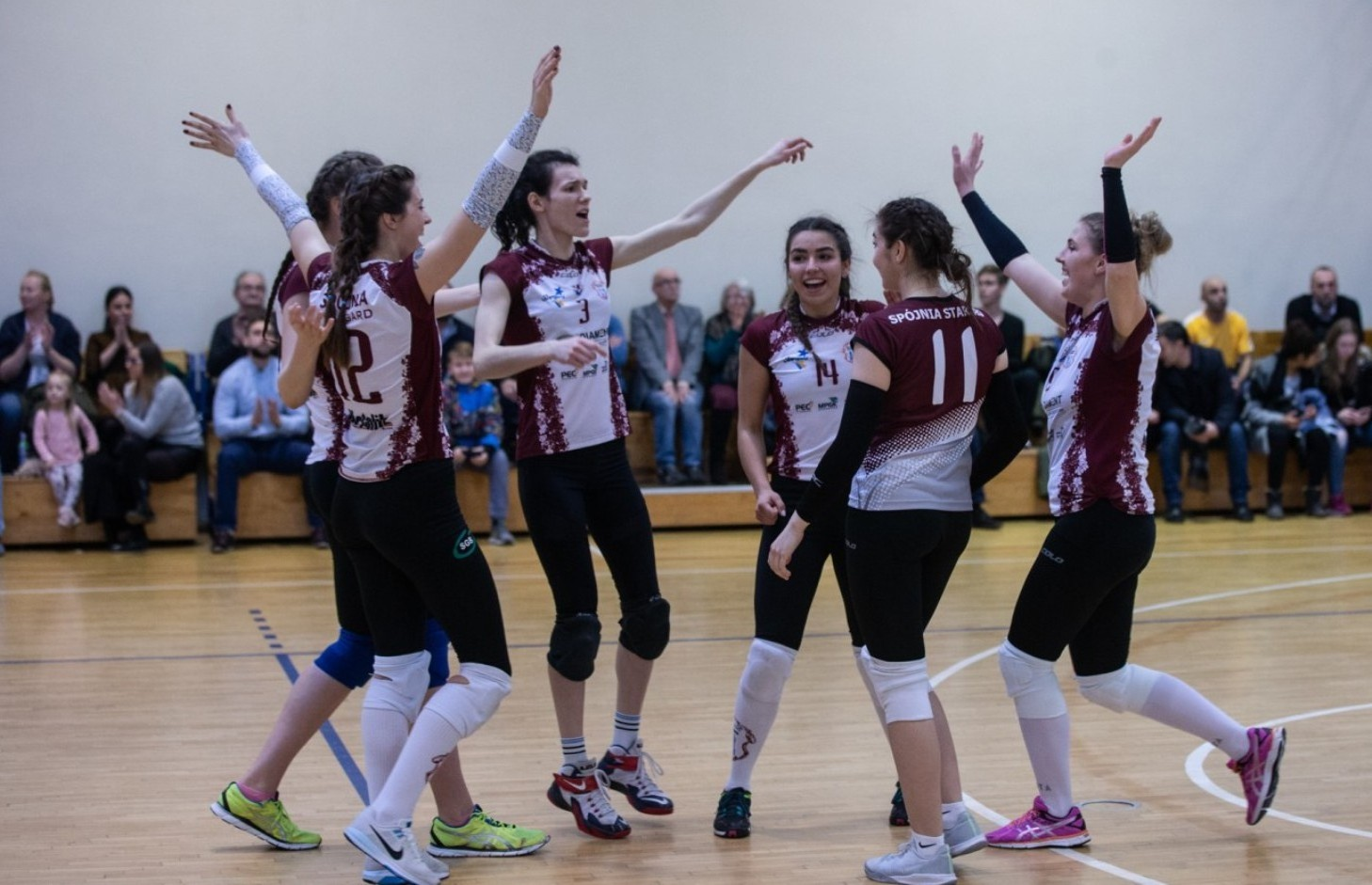
Spójnia-Gedania (17.02.2019)

### Rozgrywki w II lidze (2018/2019)

#### Kadra zespołu w sezonie 2018/2019
| Funkcja                 | Imię i nazwisko                   |
| ----------------------- | --------------------------------- |
| I trener, asystent      | Tomasz Adamczyk, Arkadiusz Rozwód |
| Trener odnowy/masażysta | Grzegorz Gromek                   |

| Numer | Imię i nazwisko     | Data urodzenia | Narodowość | Wzrost [cm] | Waga [kg] | W klubie od | Pozycja      |
| ----- | ------------------- | -------------- | ---------- | ----------- | --------- | ----------- | ------------ |
| 12    | Sandra Łubniewska   | 11.06.1997     | Polska     | 182         |           | 2017        | przyjmująca  |
| 8     | Manuela Jakóbiak    | 09.06.1995     | Polska     | 180         |           | 2017        | atakująca    |
| 1     | Patrycja Suwała     | 28.01.1999     | Polska     | 193         |           | 2017        | środkowa     |
| 2     | Paulina Sośnicka    | 26.01.1993     | Polska     | 184         |           | 2015        | środkowa     |
| 13    | Adrianna Wróblewska | 29.07.1997     | Polska     | 177         |           | 2018        | rozgrywająca |
| 15    | Karolina Ogórek     | 15.12.2018     | Polska     | 187         |           | 2018        | środkowa     |
| 11    | Anna Chorążak       | 14.02.1998     | Polska     | 158         |           | 2018        | libero       |
| 17    | Magdalena Kluza     | 04.05.1992     | Polska     | 175         |           | 2018        | przyjmująca  |
| 6     | Julia Jurczyk       | 06.07.1983     | Polska     | 180         |           | 2015        | przyjmująca  |
| 7     | Sara Komar          | 06.03.2002     | Polska     | 181         |           | 2017        | przyjmująca  |
| 14    | Aleksandra Witkoś   | 29.10.1994     | Polska     | 170         |           | 2016        | rozgrywająca |
| 5     | Aleksandra Długosz  | 04.07.1996     | Polska     | 174         |           | 2017        | przyjmująca  |
| 16    | Tamara Restel       | 29.08.2000     | Polska     | 176         |           | 2015        | atakująca    |

#### Wyniki, tabela sezonu 2018/2019
1. W sezonie 2018/2019 zespół grał w II lidze piłki siatkowej kobiet. W rundzie zasadniczej Spójnia zajęła 3 miejsce w grupie 1. W serii play-off stargardzka drużyna wygrała 16 i 17 lutego 2019 u siebie dwa mecze I rundy fazy play-off II ligi z Gedanią Gdańsk. 2 marca 2019 KS Spójnia Stargard wygrała w Gdańsku 3:1 i awansowała do kolejnej rundy play-off. 9 i 10 marca 2019 siatkarki KS Spójni Stargard w play-offach II ligi grały na wyjeździe z Pałacem II Bydgoszcz, gdzie wygrały pierwszy mecz 3:0, drugi mecz 3:0, prowadząc w play-offach 2:0 rozegrali trzeci mecz w Stargardzie wygrywając 3:1, awansowali do półfinału, gdzie wezmą udział w turnieju II ligowych play-offów. W półfinale II ligi w dniach od 2 kwietnia do 4 kwietnia 2019 siatkarki Spójni Stargard w Częstochowie rozegrały trzy spotkania, które przegrały, z KS Częstochowianka 0:3, z UKŻPS Kościan 0:3 i z Olimpią Jawor 1:3.
2. Wyniki, tabela II ligi siatkówki kobiet sezonu 2018/2019

### Rozgrywki w II lidze (2019/2020)

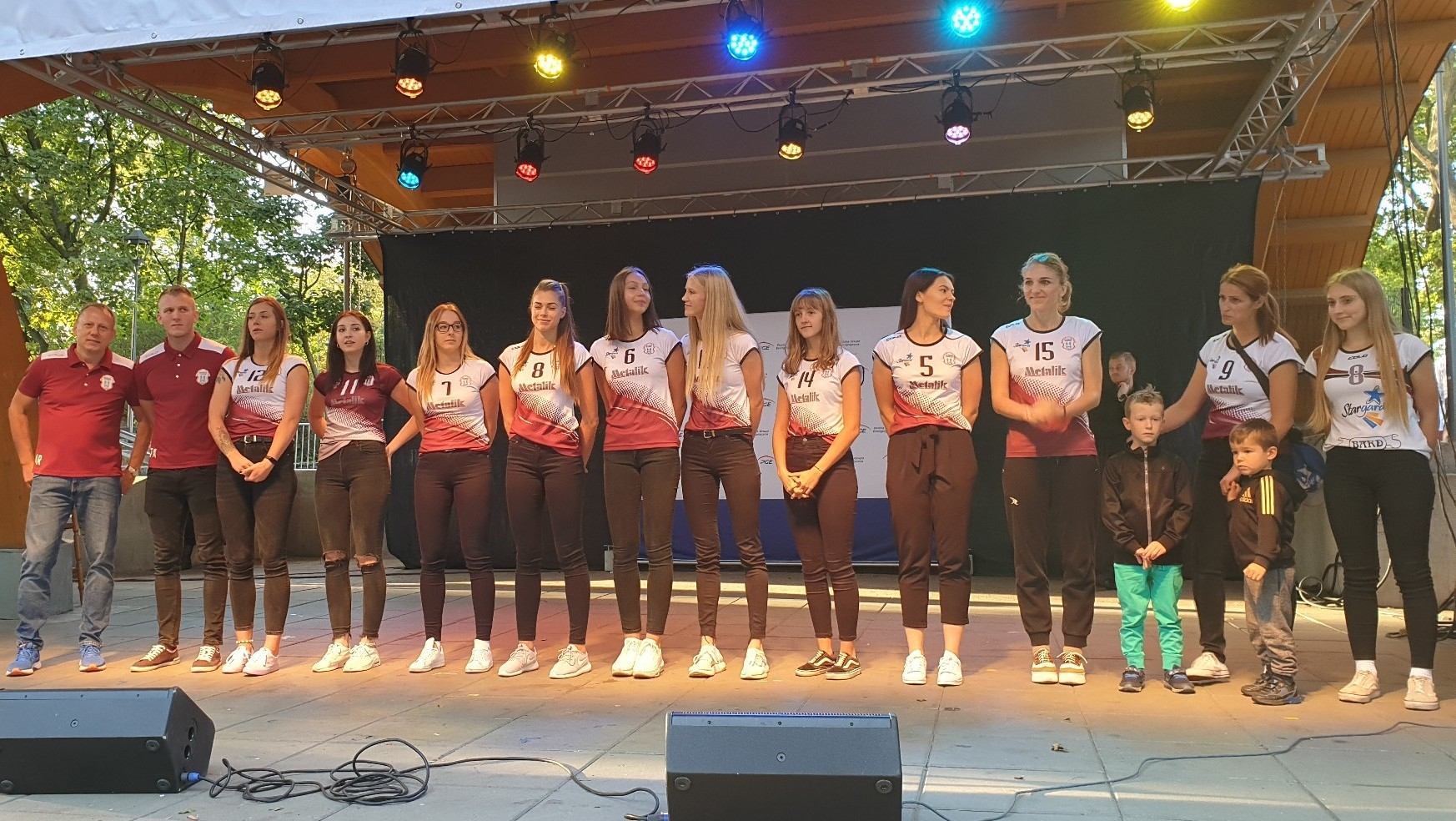
KS Spójnia Stargard (13.09.2019)

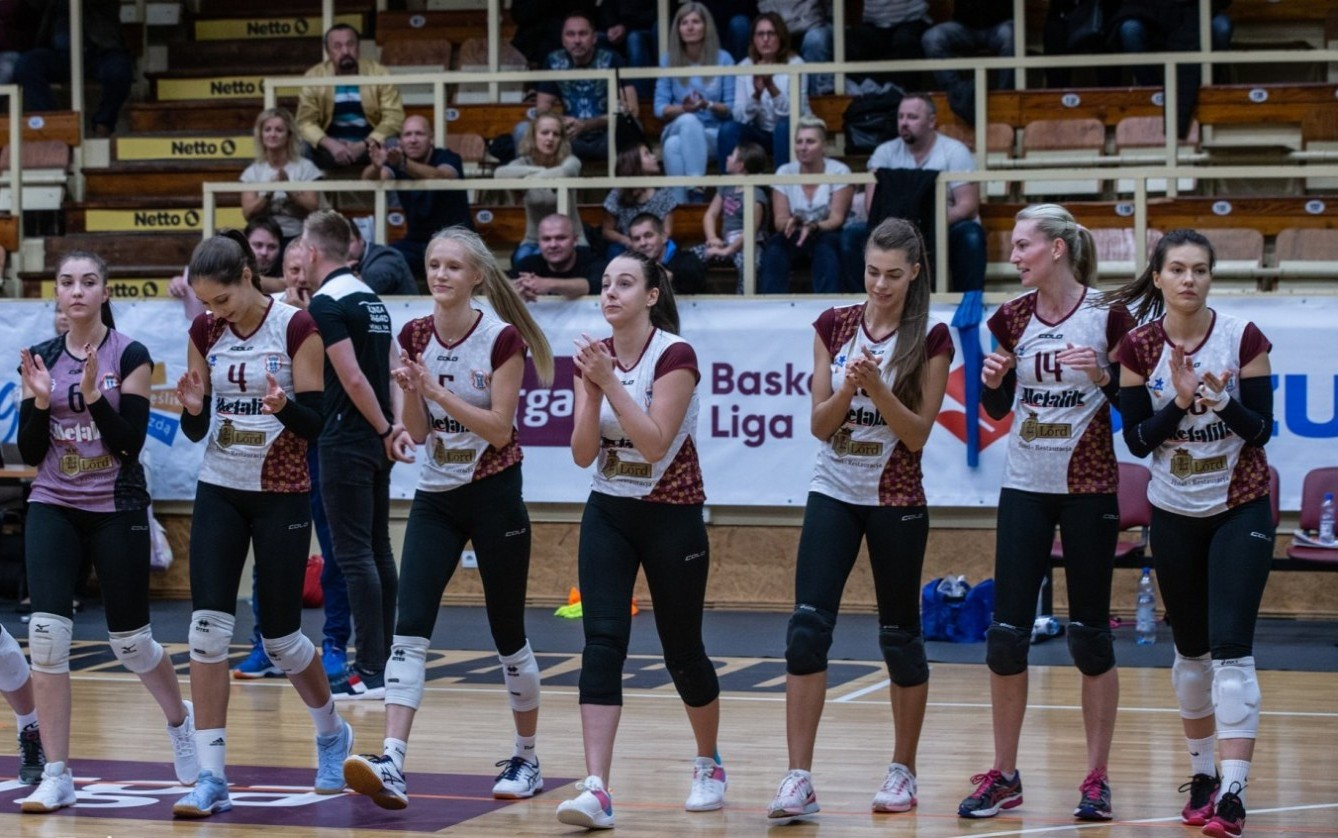
KS Spójnia Stargard (28.09.2019)

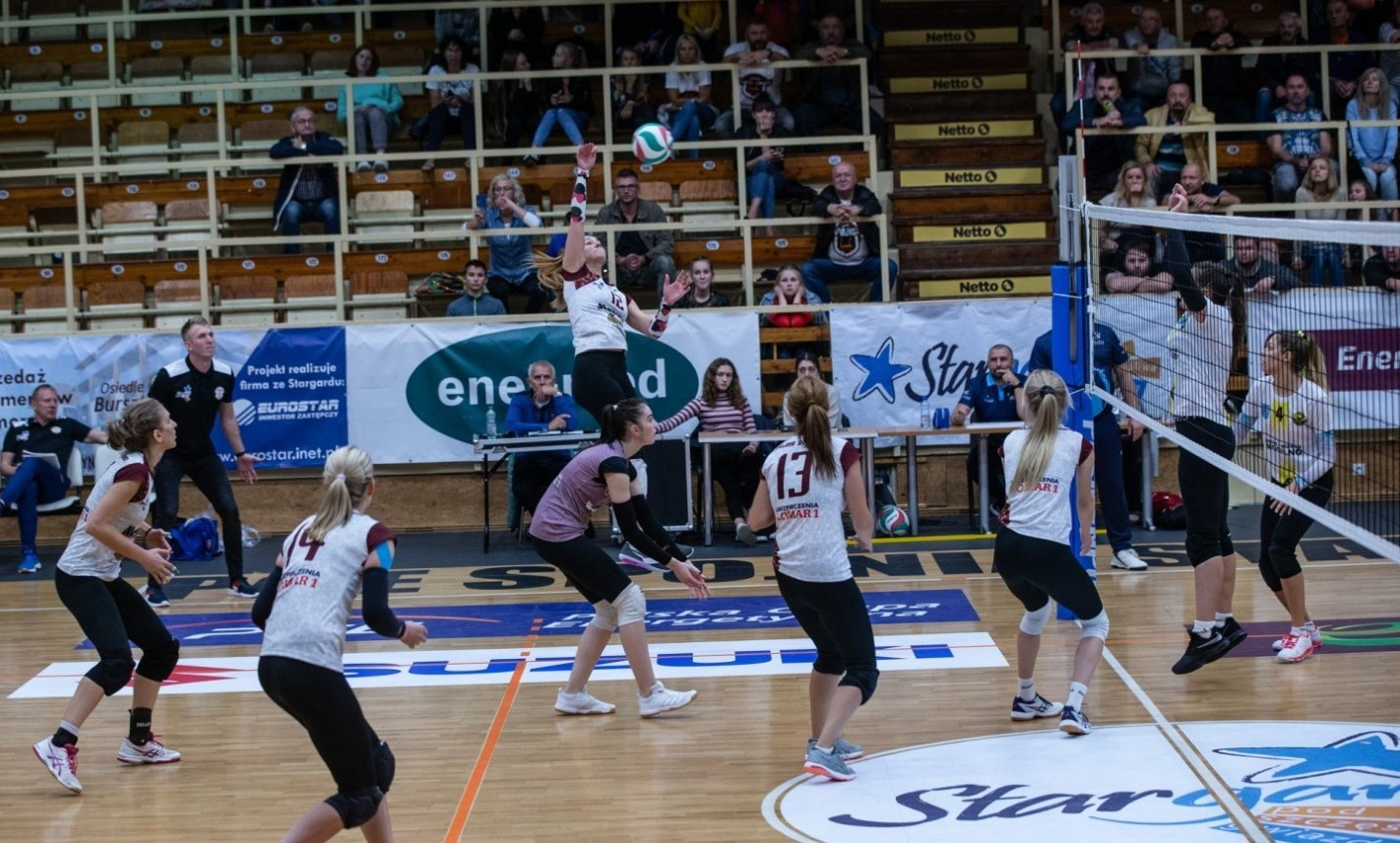
KS Spójnia Stargard (28.09.2019)

#### Kadra zespołu w sezonie 2019/2020
| Funkcja                 | Imię i nazwisko                   |
| ----------------------- | --------------------------------- |
| I trener, asystent      | Tomasz Adamczyk, Arkadiusz Rozwód |
| Trener odnowy/masażysta | Grzegorz Gromek                   |

| Numer | Imię i nazwisko      | Data urodzenia | Narodowość | Wzrost [cm] | Waga [kg] | W klubie od | Pozycja      |
| ----- | -------------------- | -------------- | ---------- | ----------- | --------- | ----------- | ------------ |
| 12    | Sandra Łubniewska    | 11.06.1997     | Polska     | 180         |           | 2017        | przyjmująca  |
| 4     | Katarzyna Robak      |                | Polska     | 175         |           | 2018        | libero       |
|       | Natalia Matusz       |                | Polska     | 176         |           | 2019        | przyjmująca  |
| 11    | Amelia Łyczywek      |                | Polska     | 163         |           | 2019        | libero       |
|       | Zuzanna Pulikowska   |                | Polska     | 172         |           | 2018        | rozgrywająca |
|       | Aleksandra Michoń    |                | Polska     | 171         |           | 2019        | atakująca    |
| 9     | Halyna Mikheieva     |                | Ukraina    | 178         |           | 2019        | przyjmująca  |
|       | Magdalena Bagniak    |                | Polska     | 183         |           | 2019        | atakująca    |
| 10    | Nikola Gierczak      | 01.03.1995     | Polska     | 180         |           | 2017        | środkowa     |
| 13    | Joanna Sowa          |                | Polska     | 174         |           | 2019        | rozgrywająca |
|       | Eliza Wawrzoła       |                | Polska     | 184         |           | 2019        | środkowa     |
|       | Agnieszka Kazaniecka |                | Polska     | 182         |           | 2019        | atakująca    |
|       | Katarzyna Półchłopek |                | Polska     |             |           | 2019        | przyjmująca  |

#### Wydarzenia, wyniki, tabela sezonu 2019/2020
I.
1. W dniach od 13 do 15 września 2019 odbywały się obchody 70-lecia powstania Spójni Stargard w których uczestniczyły siatkarki II ligowej drużyny, prezentując swój skład szkoleniowy i zespół na sezon 2019/2020.
2. Sezon 2019/2020 zespół KS Spójnia Stargard rozpoczął 28 września 2019 w II lidze piłki siatkowej kobiet wygrywając z MKS Sokół Mogilno 3:1 (20:25, 25:23, 25:22, 25:22).
3. Stargardzianki w spotkaniu 6 kolejki sezonu 2019/2020 2 ligi kobiet pokonały we własnej hali ENEA Energetyk II Poznań 3:1 (25:15, 20:25, 25:14, 25:16). Spójnia zagrała w składzie:Sowa, Półchłopek, Łubniewska, Mikheieva, Wawrzoła, Gierczak, Robak (L) oraz Pulikowska, Kazaniecka, Bagniak, Michoń, Łyczywek (L).
4. W spotkaniu 7 rundy sezonu 2019/2020 2 ligi kobiet drużyna stargardzka wygrała z Gedanią Gdańsk 3:2 (25:27, 25:22, 25:17, 22:25, 15:10). KS Spójnia:Sowa, Bagniak, Łubniewska, Matusz, Wawrzoła, Gierczak, Robak(L) oraz Pulikowska, Kazaniecka, Półchłopek, Mikheieva.
5. Drużyna stargardzka 9 listopada 2019 wygrała u siebie z Truso Elbląg 3:1 (25:18, 19:25, 25:22, 25:10) i jest na drugim miejscu w tabeli;
6. 16 listopada 2019 siatkarki 2 ligowe w spotkaniu 9 kolejki pokonały na wyjeździe Pałac II Bydgoszcz w setach 3:2 (21:25, 25:16, 23:25, 25:20, 15:12);
7. 30 listopada 2019 siatkarki 2 ligowe w spotkaniu 11 kolejki przegrały na wyjeździe z SKF Politechnika Poznańska 1:3 (23:25, 18:25, 25:21, 19:25);
8. 7 grudnia 2019 siatkarki 2 ligowe w spotkaniu 12 kolejki wygrały na wyjeździe z Sokołem Mogilno 3:1 (25:17, 25:19, 25:22, 25:20), 17 grudnia 2019  wygrały na wyjeździe z SMS Police 3:0 (25:16, 25:19, 25:10);
9. 10 stycznia 2020 2 ligowe siatkarki wygrały z UKS ZSMS Poznań 3:1 (25:18, 18:25, 25:22, 25:18), 18 stycznia 2020 przegrały z Energetykiem II Poznań 0:3, 25 stycznia 2020 2 wygrały z Gedanią Gdańsk 3:1 (25:12, 25:23, 19:25, 25:20);
10. 1 lutego 2020 siatkarki II ligowe przegrały 2:3 z Truso Elbląg. 15 lutego 2020 stargardzianki wygrały 3:1 (24:26, 25:23, 25:20, 25:23) z Pałacem II Bydgoszcz, 1 marca 2020 wygrały 3:1 z SKF Politechniką Poznańską i zakwalifikowały się do rozgrywek fazy play-off z pierwszego miejsca w tabeli;
11. W marcu 2020 siatkarki zajęły pierwsze miejsce w tabeli grupy 1 drugiej ligi. Z powodu pandemii koronawirusa nie odbyły się jednak decydujące o awansie mecze fazy play-off i decyzją Polskiego Związku Piłki Siatkowej przy aprobacie Zarządu Polskiego Związku Piłki Siatkowej, awansowały do I ligi. Ostatecznie nie przystąpiły do rozgrywek, gdyż klub wycował się z rozgrywek.
II.
1. Wyniki, tabela II ligi siatkówki kobiet sezonu 2019/2020